# Tibouchina melanocalyx
Tibouchina melanocalyx är en tvåhjärtbladig växtart som beskrevs av R. Romero, P. J. F. Guimarães och Lúcio de Souza Leoni. Tibouchina melanocalyx ingår i släktet Tibouchina och familjen Melastomataceae. Inga underarter finns listade i Catalogue of Life.